# Pieńków
Pieńków (prononciation : [ˈpjɛɲkuf]) est un village polonais de la gmina de Czosnów dans le powiat de Nowy Dwór Mazowiecki de la voïvodie de Mazovie dans le centre-est de la Pologne.
Il se situe à environ 7 kilomètres à l'est de Czosnów (siège de la gmina), 12 kilomètres au sud-est de Nowy Dwór Mazowiecki (siège du powiat) et à 21 kilomètres au nord-ouest de Varsovie (capitale de la Pologne).
Le village compte approximativement une population de 19 habitants en 2006.

## Histoire
De 1975 à 1998, le village appartenait administrativement à la voïvodie de Varsovie.